# Luis Aragonés
José Luis Aragonés Suárez (phát âm tiếng Tây Ban Nha: [xoˈse ˈlwis aɾaɣoˈnes ˈswaɾeθ], 28 tháng 7 năm 1938 – 1 tháng 2 năm 2014) là một cựu cầu thủ bóng đá và huấn luyện viên bóng đá quốc gia Tây Ban Nha. Ông là cha đẻ của trường phái bóng đá tiqui-taka. Ông có biệt danh là "nhà hiền triết"
Aragones đã dành phần lớn sự nghiệp của mình làm cầu thủ và huấn luyện viên tại Atlético Madrid. Ông là một cầu thủ nổi bật và sau đó huấn luyện viên của đội Atletico thành công của cuối những năm 1960 và đầu thập niên 1970. Đội bóng đã thắng La Liga bốn lần, đạt đến trận chung kết các Cup châu Âu và giành Cúp Liên lục địa. Giữa năm 1964 và 1974, ông đã chơi 265 La Liga games cho Atlético và ghi được 123 bàn thắng. Aragones đã huấn luyện các câu lạc bộ trên bốn kỳ khác nhau. Ông cũng đã chơi với một số câu lạc bộ khác, đáng chú ý là Real Betis, và đã chơi 11 lần cho Tây Ban Nha, ghi được ba bàn thắng. Ngoài từ Atlético ông cũng đã huấn luyện 7 câu lạc bộ La Liga khác cũng như đội tuyển quốc gia Tây Ban Nha bóng đá mà ông đã lãnh đạo họ giành được giải vô địch châu Âu thứ hai trong năm 2008. Ông trở thành huấn luyện viên trưởng đội bóng đá Thổ Nhĩ Kỳ Fenerbahce sau khi Euro 2008, và đây là lần đầu tiên mà Aragones đã huấn luyện bên ngoài quê hương Tây Ban Nha của mình. Ông qua đời vào ngày 1 tháng 2 năm 2014.

## Danh hiệu

### Cầu thủ
Atlético Madrid
- La Liga: 1965–66, 1969–70, 1972–73
- Copa del Rey: 1964–65, 1971–72
- European Cup á quân: 1974

### Huấn luyện viên
Atlético Madrid
- La Liga: 1976–77
- Copa del Rey: 1975–76, 1984–85, 1991–92
- Supercopa de España: 1985
- Segunda División: 2001–02
- Intercontinental Cup: 1974

Barcelona
- Copa del Rey: 1987–88

Đội tuyển Tây Ban Nha
- UEFA European Championship: 2008